# Isabella di Morra

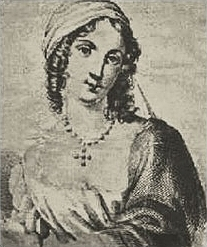
Angebliches Porträt von Isabella di Morra

Isabella di Morra (* um 1520; † 1545 oder 1546) war eine italienische Dichterin der Renaissance. Zu Lebzeiten eine unbekannte Person, wurde sie von ihren Brüdern gezwungen, in Isolation zu leben, was sie von Höfen und literarischen Salons entfremdete. Während sie in einer Burg in Einsamkeit lebte, schuf sie ein Werk, das im literarischen Milieu seiner Zeit nie kursierte. Ihr kurzes und melancholisches Leben endete, als ihre Brüder sie aufgrund einer vermuteten Affäre ermordeten.
Nur dreizehn Gedichte sind von ihr bis heute erhalten. Trotz des geringen Umfangs gilt ihr Gesamtwerk als eine der beeindruckendsten und originellsten Dichtungen der italienischen Literatur des 16. Jahrhunderts. Der Stil und die Themen, mit denen sie sich beschäftigte, machten sie zu einer Vorreiterin der romantischen Dichtung und ihre Verse sind oft Gegenstand der feministischen Literaturkritik.

## Biografie

### Kindheit
Isabella di Morra wurde als Kind einer adligen Familie in Favale geboren (heute Valsinni in der Provinz Matera), die damals zum Königreich Neapel gehörte. Sie war die Tochter von Giovanni Michele di Morra, Baron von Favale, und Luisa Brancaccio, einer Adelsfrau, die zu einer neapolitanischen Familie gehörte. Isabellas Geburtsdatum ist nicht sicher bekannt: Meistens wird auf eine Untersuchung von Benedetto Croce Bezug genommen, die es auf ca. 1520 datiert, obwohl sie früher geboren sein könnte, ungefähr 1515 oder 1516.
Als Kind wurde Isabella von ihrem Vater in Literatur und Poesie unterrichtet. Sie, ihre Mutter und ihre Geschwister (fünf Brüder: Marcantonio, Scipione, Decio, Cesare und Fabio sowie eine Schwester: Porzia) wurden von Giovanni Michele 1528 verlassen, als er gezwungen war nach Frankreich zu fliehen, nachdem er die einfallende französische Armee bei der Eroberung des Königreichs Neapel gegen den spanischen König Karl V. unterstützt hatte. Er hätte nach Favale zurückkehren können, da sein Verbrechen gegen die spanische Krone begnadigt wurde, aber er blieb in Frankreich und diente sowohl in der Armee als auch als Berater von Franz I. und nahm an Hoffesten teil. Das jüngste Kind, Camillo, wurde nach seiner Flucht geboren.
Scipione folgte seinem Vater kurz danach und das älteste Geschwisterkind Marcantonio übernahm daraufhin die Macht in Favale. Isabella wuchs in einem feindlichen Familienumfeld auf, mit einer hilflosen Mutter und Brüdern, die ungehobelt, unbändig und brutal waren. Sie war vom plötzlichen Abschied ihres Vaters sehr getroffen, was sie für den Rest ihres Lebens quälte. Sie erhielt einen Tutor, der sie im Studium von Francesco Petrarca und lateinischen Dichtern anleitete und wahrscheinlich die einzige Person in ihrem Leben war, mit der sie über Literatur sprechen konnte.

### Jugend

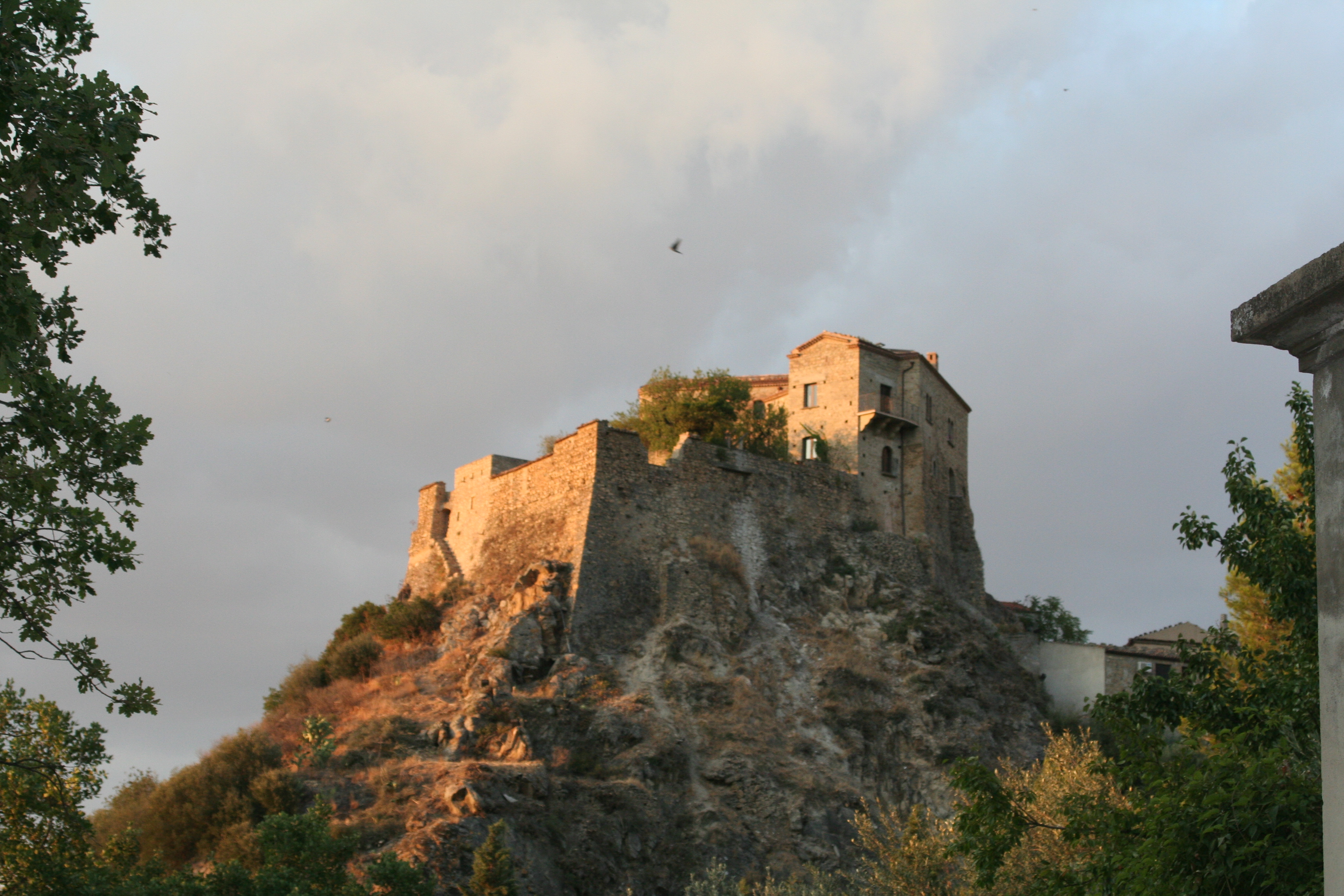
Burg von Isabella di Morra in Favale (heute Valsinni)

Von Anfang an war die Beziehung zwischen Isabella und ihren drei jüngeren Brüdern Cesare, Decio und Fabio von Feindseligkeit geprägt. Möglicherweise beneideten die Brüder ihre talentierte Schwester und die Aufmerksamkeit, die ihrer Erziehung zuteilwurde.
Sie zwangen sie dazu, in vollständiger Isolation in der Familienburg in Favale zu leben, die auf einer steilen Klippe über das Ionische Meer aufragt. In der Burg widmete sich Isabella dem Gedichteschreiben, wobei sie in der Poesie den einzigen Trost für ihre Einsamkeit fand.
Trotzdem hatte sie die Gelegenheit, sich mit ihren gebildeten Nachbarn anzufreunden: mit Diego Sandoval de Castro, Baron von Bollita (heute Nova Siri) und Kastellan von Cosenza, und seiner Frau Antonia Caracciolo. Der spanischstämmige Diego wurde als gutaussehender und tapferer Soldat beschrieben, der für die Armee von Karl V. bei der Algier-Expedition kämpfte. Er war ein veröffentlichter Dichter, Mitglied der florentinischen Accademia und als Protegé des Vizekönigs Pedro de Toledo mit der Machtstruktur von Neapel gut vernetzt. Möglicherweise ermutigt und unterstützt durch ihren Tutor begannen Isabella und Diego eine geheime Korrespondenz, als er ihr im Namen seiner Frau Briefe schrieb, die einige Gedichte enthielten und auf die Isabella geantwortet haben könnte.
Gerüchte über eine heimliche Liebschaft tauchten auf, obwohl ihre Beziehung bis zum heutigen Tag ein Rätsel darstellt und es unklar ist, ob sie mehr als nur Freunde waren oder nicht. Mit der Ausnahme einer kurzen Erwähnung von Heirat enthält das erhaltene Werk von Isabella kein Liebesgedicht an einen Mann, während Diegos Verse seine Gefühle für seine Geliebte beschreiben (möglicherweise auf eine bestimmte Frau bezogen) oder einfach konventionelle Wehklagen darstellen, die dem dichterischen Stil der Zeit entsprechen. Dennoch vermuteten Isabellas Brüder, als sie von den Briefen erfuhren, eine außereheliche Affäre und bereiteten einen grausamen Plan zur Bestrafung vor, um die Ehre der Familie wiederherzustellen.

### Tod
Das erste Opfer war ihr Tutor, der die Briefe zwischen ihnen übermittelte. Als Nächstes konfrontierten sie Isabella und sie wurde später mit den Briefen in den Händen gefunden, wie zeitgenössische Berichte überliefern. Sie wurde erstochen. Zwei der Brüder entkamen nach Frankreich, doch sie kehrten bald mit der offensichtlichen Absicht zurück, ihre Rache an Diego, der aus Furcht um sein Leben einen Leibwächter engagierte, zu Ende zu bringen. Die drei Mörder töteten ihn einige Monate später mit der Hilfe zweier Onkel und wahrscheinlich von ihrem Hass gegen Spanier getrieben in den Wäldern nahe Noja (heute als Noepoli bekannt).
Isabellas Tod blieb nahezu unbemerkt und wurde von der Gesellschaft gemäß dem Ehrencodex des 16. Jahrhunderts sogar befürwortet – der Mord an Diego Sandoval wurde kaum untersucht. Ihr Todesjahr ist nicht mit Sicherheit bekannt, doch es wahr wahrscheinlich 1545 oder 1546, obwohl andere Studien nahelegen, dass sie 1547 oder 1548 starb.
Es wird angenommen, dass sie in der örtlichen Kirche von San Fabiano bestattet wurde, doch kein Grab und keine Spur auf sie konnten gefunden werden. Während eines Besuchs in Valsinne versuchte der Historiker Croce Isabellas Grab zu finden, doch Renovierungsarbeiten in der Kirche hatten alle Spuren der Familiengräber der di Morra zerstört und seine Untersuchungen hinter einer unterirdischen Wand brachten nur Haufen von Knochen zum Vorschein.

### Nachwirkungen
Die Mörder waren gezwungen, aus dem Königreich Neapel zu fliehen, und entkamen dem Zorn des Vizekönigs Pedro de Toledo, der anordnete, dass die ganze Provinz durchsucht werde. Sie zogen nach Frankreich zu ihrem Vater, der angeblich kurz nach der Tragödie starb, obwohl er 1549 noch lebte und eine Pension erhielt. Die Brüder wurden in Abwesenheit schuldig gesprochen. Scipione gab nach und half seinen Brüdern, obwohl er von den Morden schockiert und angewidert war.
Decio wurde Priester und Cesare heiratete eine französische Adlige, aber es gibt keine gesicherten Informationen über Fabio. Scipione, der Minister von Königin Caterina de’ Medici war, wurde später von anderen Hofmitgliedern, die neidisch auf ihn waren, tödlich vergiftet. Währenddessen wurden die übrigen Brüder vor Gericht gestellt. Marcantonio, der sich nicht an der Verschwörung beteiligte, wurde für einige Monate eingesperrt und dann freigelassen. Der jüngste Bruder (Camillo), der ebenfalls nichts mit den Morden zu tun hatte, wurde von der Komplizenschaft freigesprochen.

## Lyrik
Die Gedichte von Isabelle wurden entdeckt, als Beamte ihr Anwesen aufsuchten, um die Morde zu untersuchen. Es gibt zehn Sonette und drei Gedichte, die posthum veröffentlicht wurden. Sie wird mit der literarischen Bewegung der 1500er in Verbindung gebracht, die als Petrarkismus bekannt ist, eine Wiederbelebung von Francesco Petrarcas Modell durch Pietro Bembo. Obwohl ihre Form, Wortwahl und Phrasen der petrarkischen Mode der Zeit folgen, hebt sie sich durch ihren dramatischen Ton ab, der auch bei mittelalterlichen Dichtern wie Dante Alighieri und Iacopone da Todi zu finden ist.
Ihre Lyrik ist sehr persönlich, beeinflusst von ihrer eigenen Familiensituation und ihrer erzwungenen Isolation; sie schrieb impulsiv, um ihrer Frustration ein Ventil zu geben, ohne jegliche literarische Ausschmückung oder formale Eleganz. Anders als Gedichte von anderen Dichterinnen, die häufig auf dem Jubel über idealisierte Liebe gründen, ist in Isabellas Arbeiten nur Platz für existenziellen Schmerz, Groll und Einsamkeit, was sie zu einer unverkennbaren Figur unter petrarkischen Dichtern der Zeit macht. Heirat ist die einzige Möglichkeit zu lieben, die nicht nur ihre soziale und weibliche Stellung zufriedenstellen würde, sondern auch die einzige Möglichkeit wäre, um der unterdrückenden Umgebung zu entkommen, in der sie lebte. Ihre Lyrik beschreibt die Trauer über ihre Isolation, die Abschottung von anderen Literaten und die Sehnsucht nach ihrem Vater.
Isabella selbst beschrieb ihren Stil als „bitter, harsch und schmerzvoll“ (amaro, aspro e dolente) oder „rau und zerbrechlich“ (ruvido e frale). Das personifizierte Schicksal ist der Hauptantagonist in ihren Texten. Sie wirft ihm vor, dass es ihr Glück und Freiheit zu verwehrt. Das Schicksal (Fortune) ist ihre Personifikation der Grausamkeit der Menschen gegen „jedes gutartige Herz“ (ogni ben nato core), wobei sie implizit eine Welt verurteilt, in der Tyrannei und Gewalt über die Tugend siegen.

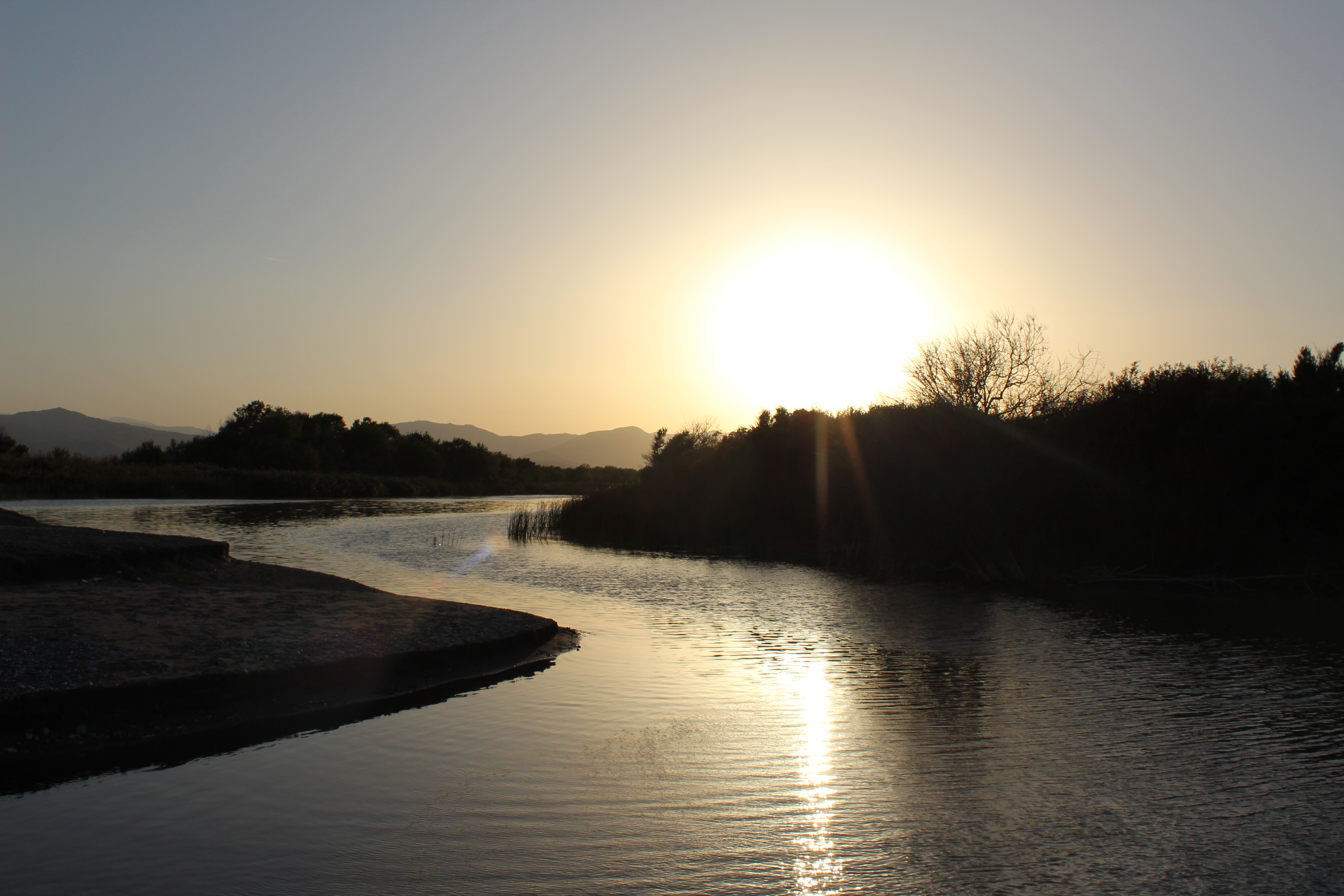
Der Fluss Sinni bei Sonnenuntergang

Sie drückt ihre Abscheu gegenüber ihrem Heimatland aus, das sie als „höllisches Tal“ (valle inferna) und „verfluchten Platz“ (denigrato sito) beschreibt, der von „einsamen und dunklen Wäldern“ (selve erme ed oscure) umgeben ist, bewohnt von „irrationalen Leuten, ohne Verstand“ (gente irrazional, priva d'ingegno), und vom „trüben Siri“ durchzogen (torbido Siri – heute bekannt als Sinni), dem Fluss im Tal unter ihrer Burg, dessen ständiges Murmeln auf seinem Weg zum Meer ihr Gefühl der Isolation und Verzweiflung verstärkte. Sie stellte sich vor, dass sie sich symbolisch in ihren geliebten und verhassten Fluss warf, womit sie vielleicht auf Suizid anspielte. Dies führte zu der einsamen Theorie, dass in Wahrheit ihre Schwester Porzia und Diego Sandoval korrespondierten und dann zu Mordopfer wurden; demzufolge habe Isabella sich angesichts der Tragödie in den Fluss geworfen, da es keinen Hinweis darauf gibt, wo sie begraben worden sein könnte.
Sie hält auf dem Meer Ausschau und wartet auf ein Schiff, das ihr Neuigkeiten über ihren Vater im Exil bringt (der tatsächlich bequem in Frankreich lebte und ihr schlimmes Schicksal ignorierte), in der vergeblichen Hoffnung, dass sich ihre Situation mit seiner Rückkehr verbessern würde. Karl V. (in ihren Versen „Caesar“ genannt) wird beschuldigt, „einen Vater davon abzuhalten seiner Tochter zu helfen“ (privar il padre di giovar la figlia) und Franz I. ist der „große König“ (gran re), auf den sich alle Hoffnungen auf ihre eigene Befreiung stützen. Doch die Hoffnung wurde zerschmettert, als der französische König schließlich von seinem Rivalen besiegt wurde, was Isabella noch mehr deprimierte.
Ihre Mutter wird als alte und unglückliche Frau dargestellt, die nicht in der Lage ist ihre Kinder zu kontrollieren; ihre Brüder sind „extrem und ekelhaft träge“ (in estrema ed orrida fiacchezza) – sie beschuldigen das Schicksal (Fortune), sie der freundlichen Natur ihrer Vorfahren beraubt zu haben und sie erklären ihre ungehobelten und despotischen Manieren mit den Worten: „von denen die, durch Ignoranz, mich nicht verstehen, werde ich leider getadelt“ (da chi non son per ignoranza intesa i' son, lassa, ripresa).
Sie würdigte außerdem den Dichter Luigi Alamanni, der nach der Verschwörung gegen Kardinal Giulio de' Medici, später Papst Clemens VII., in Frankreich Zuflucht suchte. Sie schreibt über ihr „bemitleidenswertes Ende“ (miserando fine) und „jetzt, wo ich mein bitteres Ende nahen fühle“ (or ch’io sento da presso il fine amaro), was die Vermutung nahelegt, dass sie sich ihres bevorstehenden Mordes bewusst war oder vielleicht auf den natürlichen Verlauf ihrer traurigen Existenz wartete.
In den letzten Texten findet sie Trost in Jesus Christus und der Jungfrau Maria, durch die sie endlich ihr schmerzhaftes Dasein zu akzeptieren scheint und versucht Frieden zu finden, wobei sie sich anscheinend mit dem Land aussöhnt, das sie früher verabscheute. Ihre letzte Hoffnung ist, sich selbst „vollkommen befreit von den stürmischen irdischen Wolken und unter den heiligen Seelen [zu sehen]“ (sgombrata tutta dal terrestre nembo, e fra l’alme beate).

## Vermächtnis

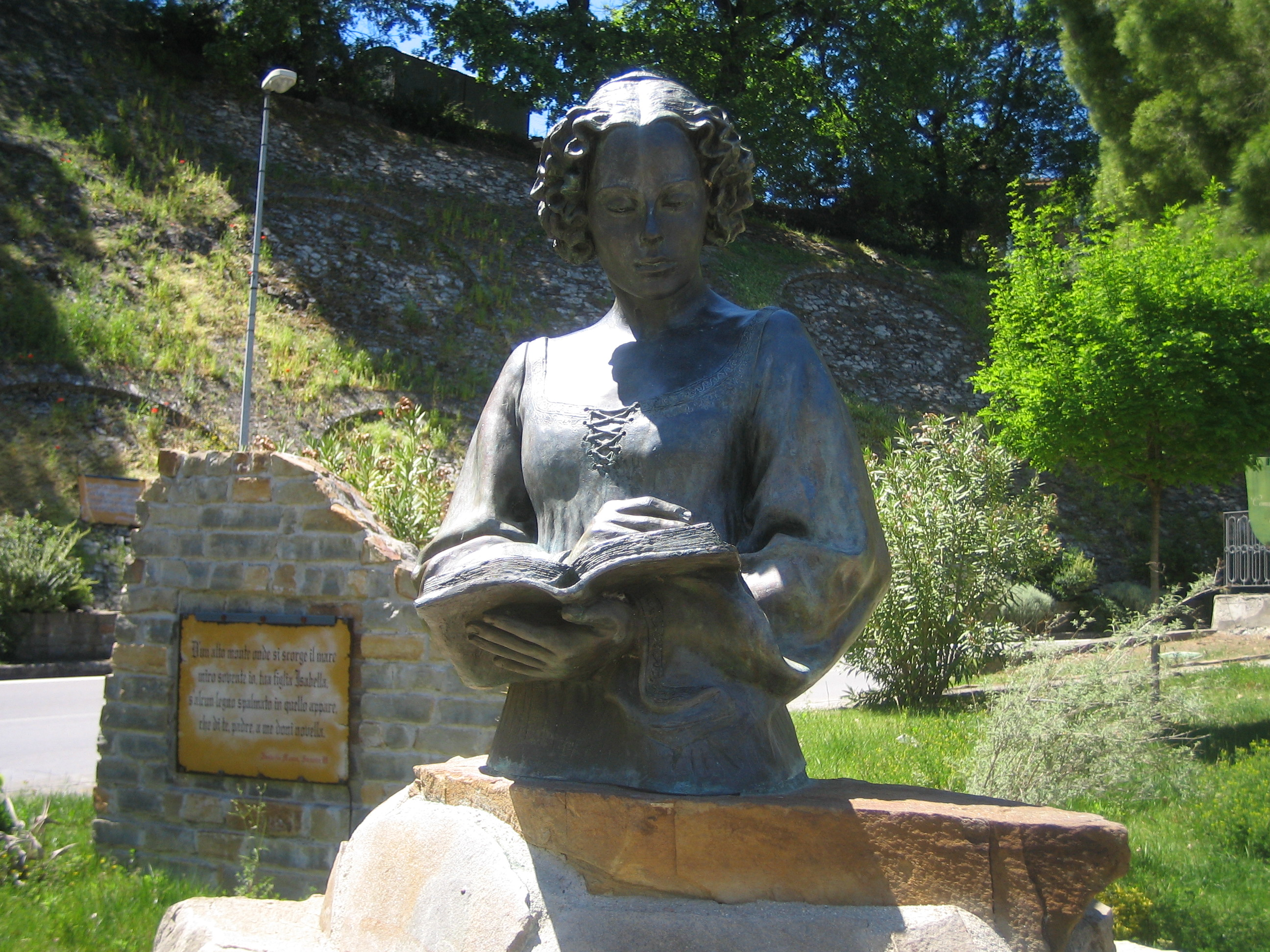
Statue von Isabella di Morra in Valsinni

Einige Jahre nach ihrem Tod begannen Isabella di Morras Verse in Neapel zu zirkulieren und wurden mit Mitleid und Bewunderung gelesen sowie anschließend nach Venedig geschickt, wo einige ihrer Gedichte 1552 im dritten Band von Lodovico Dolces Anthologie „Rime di diversi illustri signori napoletani e d'altri nobilissimi intelletti“ („Verse mehrerer geachteter neapolitanischer Herren und anderer edelsten Intellekte“) erschienen. Das gesamte Werk wurde 1559 in Lodovico Domenichis „Rime diverse d’alcune nobilissime, et virtuosissime donne“ („Verschiedene Verse einiger der edelsten und tugendhaftesten Frauen“) übernommen. 1629 veröffentlichte ihr Neffe Marcantonio, Camillos Sohn, eine Familienbiografie mit dem Titel „Familiae nobilissimae de Morra historia“ („Geschichte der edelsten Familie di Morra“), die Details über ihr Leben und ihren Tod enthält, die bis zu dieser Veröffentlichung unbekannt waren.
Obwohl ihre Arbeiten später in andere Anthologien aufgenommen wurden, wurde Isabella über die Jahrhunderte hinweg von Kritikern fast vergessen und ignoriert. Nach einer langen Zeit des Schweigens, die bis zum Anfang des 20. Jahrhunderts andauerte, wurde sie von Angelo De Gubernatis 1901 wiederentdeckt, als er eine Literaturkonferenz in Bologna besuchte. 1907 veröffentlichte De Gubernatis „Isabella Morra. Le rime“ („Isabella Morra. Die Verse“), einschließlich Anmerkungen und einer einführenden Biografie von Isabella, die aus der Monografie ihres Neffen entnommen wurde. Doch erst Benedetto Croce veröffentlichte ihre erste historisch belegte Biografie und trug dazu einen kritischen Artikel bei, der ihren Platz in der italienischen Literatur neu bewertet. Croce lobte ihre Poesie wegen ihrer „leidenschaftlichen Unmittelbarkeit“ und „Versenkung in Emotion“, ganz anders als der vorherrschende Stil dieser Zeit, den er als „kostbar und künstlich“ erachtete.
Laut Paul F. Grendlers „Enzyklopädie der Renaissance“ in Zusammenarbeit mit „The Renaissance Society of America“ ist ihr Werk eine „eindrucksvolle Vorwegnahme der Romantik“. Er hält fest: „Kein anderer Dichter vor Isabella di Morra ließ solche persönliche Tiefe in seine Poesie einfließen, was der Lyrik neue Dramatik verleiht, eben weil es die tragischen Umstände ihres Lebens so dicht thematisiert“. Dies trage „zur Entwicklung einer neuen Empfindsamkeit in poetischer Sprache [bei], eine, die in einer Art Lebens-Schreiben verankert ist, das das Biografie, das Politische, das Familiäre und das Persönliche zu einem wahrhaft lyrischen Format erhebt“. Isabella di Morra wird als Vorgängerin Giacomo Leopardis angeführt, da sie ähnliche Themen, Gefühle und Lebenserfahrungen beschreibt. Ihre Lyrik könnte außerdem Torquato Tasso beeinflusst haben, da sie in seinem Gedicht „Canzone al Metauro“ („Ein Gedicht für Metauro“, 1578) schaurig aufgegriffen wird.
Isabella di Morra wurde in einem gleichnamigen Drama am 23. April 1974 am Théâtre d'Orsay (Paris) von Anny Duperey dargestellt. Das Stück wurde von André Piery de Mandiargues geschrieben und die Regie führte Jean-Louis Barrault. Eine Literaturstätte wurde in ihrer Heimatstadt Valsinni 1993 eröffnet, wo Theater- und Musicalaufführungen stattfinden.
Das Theaterstück „Storia di Isabella di Morra raccontata da Benedetto Croce“ („Die Geschichte von Isabella di Morra, wie sie von Benedetto Croce erzählt wird“) von Dacia Maraini wurde in Valsinni (1999) und Rom (2000) aufgeführt.
Das Festival „Io Isabella Internation Film Week“ ist ihr gewidmet.

## Werke

### Sonette
- I fieri assalti di crudel fortuna (Die erbitterten Angriffe des grausamen Schicksals)
- Sacra Giunone, se i volgari cuori (Heilige Juno, wenn ordinäre Herzen)
- D’un alto monte onde si scorge il mare (Von einem hohen Berg aus das Meer enthüllend)
- Quanto pregiar ti puoi, Siri mio amato (Egal wie sehr du bettelst, meine geliebte Siri)
- Non solo il ciel vi fu largo e cortese (Nicht nur war der Himmel großzügig und zuvorkommend zu dir)
- Fortuna che sollevi in alto stato (Schicksal, du, das sich zu einem hohen Zustand erhebt)
- Ecco ch’una altra volta, o valle inferna (Noch einmal, oh höllisches Tal)
- Torbido Siri, del mio mal superbo (Trüber Siri, stolz auf meine Missstände)
- Se alla propinqua speme nuovo impaccio (Wenn zu der sich nähernden Hoffnung ein neues Hindernis)
- Scrissi con stile amaro, aspro e dolente (Ich schrieb mit einem bitteren, harschen und leidvollen Stil)

### Lieder
- Poscia ch’al bel desir troncate hai l’ale (Seit du die Flügel von gutem Begehren stutztest)
- Signore, che insino a qui, tua gran mercede (Herr, bis jetzt, deine grosse Gnade)
- Quel che gli giorni a dietro (Was in vergangenen Tagen)